# L'Hôpitalovo pravilo
L'Hôpitalovo pravilo (tudi l'Hospitalovo pravilo) je v matematični analizi pravilo za računanje limit funkcij z nedoločenimi izrazi s pomočjo odvodov. Z zaporednim odvajanjem je pogosto moč nedoločene izraze prevesti na določene in tako lažje izračunati limite. Pravilo se imenuje po francoskem matematiku Guillaumeu de l'Hôpitalu, ki je ga je leta 1696 objavil v svojem učbeniku diferencialnega računa Analiza neskončno majhnih količin za razumevanje krivulj (l'Analyse des infiniments petits pour l'intelligence des lignes courbes).
V preprostih primerih l'Hôpitalovo pravilo pravi da, če za dve funkciji f(x) in  g(x) velja {\displaystyle \lim _{x\to c}f(x)=\lim _{x\to c}g(x)=0} ali {\displaystyle \infty }, potem:
{\displaystyle \lim _{x\to c}{\frac {f(x)}{g(x)}}=\lim _{x\to c}{\frac {f'(x)}{g'(x)}}}
kjer je (') prvi odvod funkcij.
Da pravilo velja, mora limita {\displaystyle \lim _{x\to c}{\frac {f'(x)}{g'(x)}}} obstajati, in v okolici točke c mora veljati {\displaystyle g'(x)\neq 0}. Če limita {\displaystyle \lim _{x\to c}{\frac {f'(x)}{g'(x)}}} ne obstaja, ni zadosten pogoj, da tudi limita {\displaystyle \lim _{x\to c}{\frac {f(x)}{g(x)}}} ne obstaja.
L'Hôpitalovo pravilo velja tudi za enostranske limite.
Osnovna nedoločena izraza, na katera lahko prevedemo vse ostale, sta:
{\displaystyle {0 \over 0}\qquad {\infty  \over \infty }}
Drugi nedoločeni izrazi pa so:
{\displaystyle {\infty \qquad 0\cdot \infty \qquad 0^{0}\qquad \infty ^{0}\qquad 1^{\infty }\qquad \infty -\infty \qquad }}
Limita {\displaystyle \lim _{x\to c}{\frac {f'(x)}{g'(x)}}} pri tem mora obstajati. Odvajanje limit teh oblik lahko vodi do limit, ki ne obstajajo. V teh primerih l'Hôpitalovega pravila ne moremo uporabiti. Če sta na primer funkciji {\displaystyle f(x)=x+\sin x} in {\displaystyle g(x)=x}, potem da l'Hôpitalovo pravilo:
{\displaystyle \lim _{x\to \infty }{\frac {f'(x)}{g'(x)}}=\lim _{x\to \infty }(1+\cos x)}
limito, ki ne obstaja, čeprav limita obstaja in velja:
{\displaystyle \lim _{x\to \infty }{\frac {f(x)}{g(x)}}=1.}

## Zgledi

### Izrazi z 0/0
{\displaystyle \lim _{x\to 0}\mathrm {sinc} (x)\ =\lim _{x\to 0}{\frac {\sin \pi x}{\pi x}}=\lim _{x\to 0}{\frac {\sin x}{x}}=\lim _{x\to 0}{\frac {\cos x}{1}}={\frac {1}{1}}=1\,}
{\displaystyle \lim _{x\to 0}{\frac {\sin x}{x^{2}+3x}}=\lim _{x\to 0}{\frac {\cos x}{2x+3}}={\frac {1}{3}}\,}
Če v naslednjem zgledu uporabimo pravilo enkrat, dobimo spet nedoločen izraz. Pravilo uporabimo trikrat:
| {\displaystyle \lim _{x\to 0}{2\sin x-\sin 2x \over x-\sin x}} | {\displaystyle =\lim _{x\to 0}{2\cos x-2\cos 2x \over 1-\cos x}=\lim _{x\to 0}{-2\sin x+4\sin 2x \over \sin x}} |
|                                                                | {\displaystyle =\lim _{x\to 0}{-2\cos x+8\cos 2x \over \cos x}={-2\cos 0+8\cos 0 \over \cos 0}=6\,}             |
V naslednjem zgledu pravilo uporabimo dvakrat:
{\displaystyle \lim _{x\to 0}{e^{x}-1-x \over x^{2}}=\lim _{x\to 0}{e^{x}-1 \over 2x}=\lim _{x\to 0}{e^{x} \over 2}={1 \over 2}}

### Izrazi z ∞/∞
{\displaystyle \lim _{x\to \infty }{\frac {\sqrt {x}}{\ln x}}=\lim _{x\to \infty }{\frac {{\frac {1}{2{\sqrt {x}}}}\ }{\frac {1}{x}}}=\lim _{x\to \infty }{\frac {\sqrt {x}}{2}}=\infty }
{\displaystyle \lim _{x\to \infty }{\frac {x^{n}}{\ln {x}}}=\lim _{x\to \infty }{\frac {nx^{n-1}}{\frac {1}{x}}}=n\lim _{x\to \infty }{x^{n}}=\infty \qquad (n>0)}
{\displaystyle \lim _{x\to \infty }{x^{n} \over e^{x}}=\lim _{x\to \infty }{nx^{n-1} \over e^{x}}=n\lim _{x\to \infty }{x^{n-1} \over e^{x}}=\cdots =0\qquad (n>0)}
{\displaystyle \lim _{x\to \infty }{\frac {e^{x}}{x^{n}}}=\lim _{x\to \infty }{\frac {e^{x}}{nx^{n-1}}}=\ldots =\lim _{x\to \infty }{\frac {e^{x}}{n!}}=\infty }